# Estação Heredia de Sá
Heredia de Sá foi uma estação de trem do Rio de Janeiro. Ficava entre a estação Triagem e Vieira Fazenda (atual Jacarezinho) da Linha Auxiliar. Foi desativada na época da abertura do ramal cargueiro Japeri-Arará, em março de 1974.
A estação foi demolida, não existindo nenhum resquício da sua pretérita existência.